# Robert Stevenson
|  | Per a altres significats, vegeu «Robert Louis Stevenson». |

Robert Stevenson (Buxton, Derbyshire, Anglaterra, 31 de març del 1905 - Santa Barbara, Califòrnia, 30 d'abril de 1986) fou un productor, director de cinema i guionista britànic nominat el 1965 a l'Oscar al millor director per Mary Poppins.
Robert Stevenson va anar a la Universitat de Cambridge on va ser a la vegada el president del Liberal Club i de la Cambridge Union Society. Als anys 1940, es va establir a Califòrnia. Va rodar 19 pel·lícules per Walt Disney els anys 1960 i 1970. Stevenson continua essent avui sobretot conegut per haver dirigit la comèdia musical amb Julie Andrews de protagonista, Mary Poppins, una pel·lícula gràcies a la qual Andrews va aconseguir l'Oscar a la millor actriu i Stevenson va rebre una nominació per l'Oscar al millor director.
Stevenson es va casar amb Anna Lee el 1934. Van marxar a instal·lar-se a Hollywood el 1939, on Stevenson va romandre durant nombrosos anys. Van néixer dues filles de la seva unió: Venetia i Caroline, abans que Stevenson i Anna Lee no se separessin el marc de 1944. Es va casar amb l'actriu Frances Howard temps després de la mort del primer marit d'aquesta, Samuel Goldwyn, però el seu matrimoni també va acabar en divorci.

## Filmografia
Stevenson ha participat en la producció de desenes de films.
Director
- 1932: Happy Ever After
- 1933: Falling for You
- 1936: Tudor Rose
- 1936: The Man Who Changed His Mind
- 1936: Jack of All Trades
- 1937: Les mines del rei Salomó (King Solomon's Mines)
- 1937: Non-Stop New York
- 1938: Owd Bob
- 1938: The Ware Case
- 1940: Young Man's Fancy
- 1940: Return to Yesterday
- 1940: Tom Brown's School Days
- 1941: Back Street
- 1942: Joan of Paris
- 1943: Forever and a Day
- 1944: Jane Eyre
- 1946: American Creed
- 1947: Deshonrada (Dishonored Lady)
- 1948: To the Ends of the Earth
- 1949: I Married a Communist
- 1950: Walk Softly, Stranger
- 1951: El meu passat prohibit (My Forbidden Past)
- 1952: The Las Vegas Story
- 1955: The Miracle on 34th Street (TV)
- 1957: Johnny Tremain
- 1957: Zorro (Sèrie TV)
- 1957: Old Yeller
- 1959: Darby O'Gill and the Little People
- 1960: Kidnapped
- 1961: The Absent Minded Professor
- 1962: In Search of the Castaways
- 1963: Son of Flubber
- 1964: The Misadventures of Merlin Jones
- 1964: Mary Poppins
- 1965: The Monkey's Uncle
- 1965: That Darn Cat!
- 1967: The Gnome-Mobile
- 1968: Blackbeard's Ghost
- 1968: The Love Bug
- 1969: My Dog, the Thief (TV)
- 1971: Bedknobs and Broomsticks
- 1974: The Island at the Top of the World
- 1974: Herbie Rides Again
- 1975: One of Our Dinosaurs Is Missing
- 1976: The Shaggy D.A.

Guionista
- 1928: Balaclava de Maurice Elvey i Milton Rosmer
- 1930: Greek Street de Sinclair Hill
- 1931: The Ringer de Walter Forde
- 1931: Michael and Mary de Victor Saville
- 1931: The Calendar de T. Hayes Hunter
- 1931: Sunshine Susie de Victor Saville
- 1932: Love on Wheels de Victor Saville
- 1932: Lord Babs de Walter Forde
- 1933: The Only Girl de Friedrich Hollaender
- 1933: F.P.1 de Karl Hartl
- 1933: Early to Bed de Ludwig Berger
- 1934: The Battle de Nicolas Farkas i Viktor Tourjansky
- 1936: Tudor Rose (+ dir.)
- 1937: Paradise for Two de Thornton Freeland
- 1938: The Ware Case (+ dir.)
- 1940: Return to Yesterday (+ dir.)
- 1940: The Case of the Frightened Lady de George King (no apareix als crèdits)
- 1944: Jane Eyre (+ dir.)
- 1960: Kidnapped (+ dir.)

Productor
- 1934: Little Friend
- 1943: Forever and a Day

Actor
- 1975: One of Our Dinosaurs is Missing